# Абейд, Атеф
Атеф Мухаммед Абейд (араб. عاطف محمد عبيد‎; 14 апреля 1932, Каир — 12 сентября 2014) — египетский политический и государственный деятель. Премьер-министр Египта в 1999—2004 годах.

## Биография
В 1955 году окончил Каирский университет. Продолжил своё обучение в Иллинойсском университете, где в 1962 году получил звание доктора экономических наук. До прихода во власть Абейд был профессором MBA в Каирском университете.
Он был министром внутреннего развития во время правления правительства премьера Азиса Сидки. Во время правления премьера Камаль Ганзури Абейд возглавлял министерство планирования.
В 1999 году Атеф Абейд стал премьер-министром, сменив на этом посту Камаля Ганзури. В период с 20 июня по 6 июля 2004 года был исполняющим обязанности президента Египта по причине госпитализации президента Хосни Мубарака в Германию. 14 июля 2004 года Абейд оставил пост премьер-министра по причине возросшего недовольства со стороны бизнес сообщества Египта, которое требовало ускорения процесса приватизации госсобственности. Его преемником стал Ахмед Назиф.
Атефу Абейду принадлежал Арабский Международный банк.